# FNSソフト工場
FNSソフト工場（FNSソフトこうじょう）は、1999年8月よりFNS系列局が制作・放送しているバラエティ番組枠である。

## 概要
- フジテレビ以外の系列局が毎年数作品を制作・放送し、翌年3月に「FNSアワード」大賞・優秀賞を決定する。
- 放送される番組には必ず本枠のオープニングが放送される。
- FNS28局を以下の4ブロックに分け、毎年度各ブロック2作品が放送される。

北海道・東北 - 北海道文化放送、岩手めんこいテレビ、秋田テレビ、仙台放送、さくらんぼテレビ、福島テレビ
中部 - NST新潟総合テレビ、長野放送、富山テレビ、石川テレビ、福井テレビ、テレビ静岡、東海テレビ
近畿・中国・四国 - 関西テレビ、岡山放送、山陰中央テレビ、テレビ新広島、テレビ愛媛、高知さんさんテレビ
九州・沖縄 - テレビ西日本、サガテレビ、テレビ長崎、テレビ熊本、テレビ大分、テレビ宮崎、鹿児島テレビ、沖縄テレビ
- - ただし、2015年現在ではフジテレビ、関西テレビ、東海テレビはFNSアワードに出品していない。

## 放送
- 制作局と該当するブロック局では原則として土曜の昼（制作局はゴールデンタイム＜火曜19時枠[注 2]、金曜19時枠＞で放送の場合あり）、フジテレビなどそれ以外のFNS局は平日深夜や土曜午前・日曜午後などのローカルセールス枠に放送される。

## 放送された作品

### 第1回 (1999年度)
- 仙台放送 - 『嘉門達夫&飯島愛のみちのくお遍路いい人いい歌の旅』
- テレビ西日本 - 『志村けん 故郷・筑豊に帰る』
- - 『発掘! 幕末ニッポン探検記・シーボルトの 秘密指令 〜知られざる日本茶伝説を追う〜』

### 第2回 (2000年度)
- - 『クイズ徹底リサーチ! 通販編』
- 北海道文化放送 - 『大草原に夢が咲く』
- - 『爆笑問題の告発! ニッポン昔話』
- - 『離島へGO! 飛島まるごとクイズバトル』
- 東海テレビ - 『爆笑ホームコメディー お帰りなさい 〜娘の婿には誰がいい?〜』
- - 『豪快! ハチキン女王決定戦』
- 仙台放送 - 『アナザージェネレーション』
- テレビ新広島 - 『シティボーイズの10カウントショー』

### 第3回 (2001年度)
- 秋田テレビ - 『雪国の祭典・笑って許して! たけし軍団 悪戦苦闘の雪上野球』
- テレビ新広島 - 『緊急提言! 老人のススメ』
- - 『絶品! うなぎ大捜査線!! ～鉄人・中村孝明が挑む幻のうなぎ料理～
- - 『2001年・男の値打ち』
- 仙台放送 - 『探訪! あなたのとなりの外国人 ～みちのくインターナショナルお国めぐり～』
- サガテレビ - 『不老の旅 ～21世紀 人間は仙人になれる?!～』
- 北海道文化放送 - 『ビデオレター 渇き』

### 第4回 (2002年度)
- 北海道文化放送 - 『爆走カラオケトラック700キロ! 秘密作戦Z 北海道No.1美女を探せ』
- - 『愛のかたち』
- - 『めざせキャンプ料理の達人』
- - 『サイエンスバラエティー 北野とエミリーのロボットが我が家にやってくる!』
- サガテレビ - 『もしも江戸時代にワイドショーがあったら 〜大江戸かわら版・今日の八州ちまたの噂』
- 新潟総合テレビ - 『おくゆるし ～間の達人 太鼓持ちの秘儀に迫る～』
- - 『SUPER DIGITALIAN ～匠に息づく“デジタル感覚”～』
- 岩手めんこいテレビ - 『河童』
- テレビ愛媛 - 『第一回方言映画祭』

### 第5回 (2003年度)
- テレビ長崎 - 『1/32 〜謎の日本人女性〜』
- 仙台放送 - 『世俗遺産 THE PRECIOUS HERITAGE』
- 岩手めんこいテレビ - 『三陸ばあちゃん香港へ行く ～ニイハオ! キッピンハオ!～』
- - 『わたしの家族 〜子どもたちのビデオメッセージ〜』

### 第6回 (2004年度)
- テレビ新広島 - 『六畳裁判』
- - 『日本へのラブレター ～フォスコの愛した人たち〜』
- 仙台放送 - 『確率症候群 ～パーセントシンドローム』

### 第7回 (2005年度)
- 鹿児島テレビ - 『離島医療にかけるDr.コトーたち』
- 福島テレビ - 『Re：演歌（レンカ）〜ヒットメーカー達のプロジェクト』
- 長野放送 - 『地球は虫の惑星だ 〜知られざる虫たちと海野和男の映像世界〜』

### 第8回 (2006年度)
- 北海道文化放送 - 『ON THEATER 爆笑探偵団』
- テレビ新広島 - 『失敗がいっぱい』
- 仙台放送 - 『Hands Story 坂本サトルとうたう 手のチカラ』
- テレビ宮崎 - 『北緯32度の旅 ～幸せを運ぶひょっとこ踊り～』

### 第9回 (2007年度)
- 高知さんさんテレビ - 『オマエ達昭和をなめんなヨ!』
- テレビ長崎 - 『おんなの一生〜愛と望郷のマカオ〜』
- 岩手めんこいテレビ - 『最古路次〜日本最古の○○』
- 長野放送 - 『あっち向いてホイロジー〜脳科学が探る勝利の法則〜』（優秀賞受賞）
- 岡山放送 - 『夫婦の相性診断バス発車!ピッたんこ』
- 鹿児島テレビ - 『なんでだろう?ジャンベだろう!〜音楽と笑いは世界をつなぐ〜』
- 秋田テレビ - 『夢 3000 km＋∞ 〜究極の手作りエコカーで豪州縦断〜』
- テレビ静岡 - 『とびだせ!空想科学』（大賞受賞・後に全国ネットで単発番組化）

### 第10回 (2008年度)
- 石川テレビ - 『THE 団塊裁判ショー』（優秀賞受賞）
- 山陰中央テレビ - 『懐かし良品レッドファイル』
- テレビ長崎 - 『長崎発!東方見聞録〜日本一親切な人を探せ〜』
- 岩手めんこいテレビ - 『map mystery はい地〜図!』
- 富山テレビ - 『チャイルドスイッチ〜家族生活交換プログラム〜』（優秀賞受賞）
- 岡山放送 - 『確率ハッピー!』
- 沖縄テレビ - 『寺子屋ニッポン!じんぶん伝―ジョン万次郎 琉球へ―』
- 北海道文化放送 - 『タカアンドトシ 博多華丸・大吉 うまいもんデパート』
- 長野放送 - 『美人で国語算数理科社会』（特別賞受賞）

### 第11回 (2009年度)
- 岩手めんこいテレビ - 『ことわざは一見に如かず〜ことわざ実証バラエティー〜』
- テレビ静岡 - 『わりと近い 未来予想ウォーズ』
- テレビ新広島 - 『芸能界ガチ調査バトル 検索猿人』
- テレビ熊本 - 『歴史に学ぶ賢いお金の使いかた〜検証!!日本の歴史How Much〜』
- 福島テレビ - 『NKKK日本境界確定協会』
- 東海テレビ - 『いただきます! 芸能人親子が挑むホントの食育!!』（優秀賞受賞）
- 岡山放送 - 『いまばな』
- テレビ宮崎 - 『うそかまことか研究所』（優秀賞受賞）

### 第12回 (2010年度)
- テレビ宮崎 - 『Famidas〜未来家族図鑑〜』
- 秋田テレビ - 『軽-1グランプリ』
- 福井テレビ - 『理科系アングルバラエティー 恋するデカルト』（特別賞受賞）[2]
- テレビ新広島 - 『時空新聞社 過去の埋もれている記事を再調査せよ』（大賞受賞）[2]
- サガテレビ - 『スイーツ!南蛮渡来のあま〜いお噺』
- 仙台放送 - 『行動実験バラエティー オモロ幸福論』
- テレビ静岡 - 『ベッチュウ工場(株) 匠の技のムダづかい』
- 山陰中央テレビ - 『ザ・NEOカルチャー』（特別賞受賞）[2]

### 第13回 (2011年度)
- テレビ新広島 - 『MAJIDESUKA!? ギャッパー』
- テレビ西日本 - 『語源ゴー!ゴー!』
- 北海道文化放送 - 『人生いちばん記念日 神様からの贈り物』
- 東海テレビ - 『その数字、解放せよ!』（最優秀番組）[3]
- 高知さんさんテレビ - 『がっかりがびっくりに!?どうしてこうなったTV』
- テレビ熊本 - 『THE応援劇場〜ニッポンの掘り出しモノ〜』
- さくらんぼテレビ - 『ウルトラヴォイス』
- テレビ静岡 - 『超一流のオキテ解禁!見分け人』
- 山陰中央テレビ - 『はじめて代理店〜出発!“あの頃”に出会える心の旅へ〜』

### 第14回 (2012年度)
- テレビ静岡 - 『アイタイラボ』
- 山陰中央テレビ - 『ご主人、それ間違ってます。〜教えよう。常識の非常識〜』
- 岩手めんこいテレビ - 『前神未到 かみわ座』
- テレビ熊本 - 『輝け!日本のムダ大賞』
- 福井テレビ - 『未来予測テキメンタリー ありそで!なさそな?2050』
- テレビ新広島 - 『合体劇場』
- テレビ愛媛 - 『ひらめき体感バラエティ バカもうけ!?の王様』
- さくらんぼテレビ - 『すこーし面倒くさいニッポンのルール〜この世は暗黙のルールで出来ていた!?〜』
- 東海テレビ - 『ノゾキミル ココロのホンネ 観察バラエティ』（最優秀番組）[4]

### 第15回 (2013年度)
- 北海道文化放送 - 『ボツボツいこか!』
- 東海テレビ - 『モノローグ』（最優秀番組）[5][6]
- 高知さんさんテレビ - 『あいまいなルールに線引きバラエティ・ドコカライン』
- テレビ長崎 - 『世界でルノカ!?』
- 福島テレビ - 『発見!ニッポンの強女』
- 仙台放送 - 『体験・発見バラエティ 未知とのSO!GOOD!?』
- テレビ西日本 - 『ハンディギャップ〜この世は金か実力か〜』
- さくらんぼテレビ - 『〜ニッポンの技術力で救え!?〜悩めるボクだけのヒミツ道具』

### 第16回 (2014年度)
- テレビ長崎 - 『〜赤面ラブソング・バラエティ〜 初恋アジア』
- 岩手めんこいテレビ - 『世にも奇妙な職業安定所』
- 長野放送 - 『みんなのコトワザ辞典』
- テレビ新広島 - 『オトナアソビ』（最優秀番組）[7]
- テレビ静岡 - 『史上最大の禁じ手対決ショー 勝ちたいんや!』
- 北海道文化放送 - 『徹底リサーチ!ぼくら、カカク捜査隊』
- 仙台放送 - 『自称の王国』
- さくらんぼテレビ - 『ストレスFREEツアー〜現代人のイライラを撲滅せよ!〜』

### 第17回 (2015年度)
- 山陰中央テレビ - 『アンサーマン からだを張ってクイズの答えを探し出せ!』
- サガテレビ - 『化学反応バラエティ コラボックス』
- 北海道文化放送 - 『運命のボタン』
- 長野放送 - 『ボクらの歌♪〜社歌でニッポンを元気に〜』
- 福島テレビ - 『叶えて!魔術先生』（最優秀番組）[8]
- 岩手めんこいテレビ - 『（株）世界価値観光』
- 沖縄テレビ - 『オッサニア 〜第二の人生体験バラエティ〜』
- 福井テレビ - 『しあわせ平均てれび ハピレージ』
- テレビ新広島 - 『世界!といえば研究所』

### 第18回 (2016年度)
- 石川テレビ - 『退化論〜消えゆくモノも良いモノじゃんTV〜』
- 岡山放送 - 『世界!可笑しなブーム調査団』
- 新潟総合テレビ - 『君を好きになった理由』
- テレビ熊本 - 『地球上のおもしろルールから学ぶ 日本一住みたい条例村』
- 北海道文化放送 - 『発祥体感バラエティ!碑めぐりじゃぱん』
- 福島テレビ - 『特命!!生みのおや?捜査班』
- 秋田テレビ - 『人生交換バラエティー｢ホセムヒカ!｣』（最優秀番組）[9]

### 第19回 (2017年度)
- 富山テレビ - 『ダジャレ〜 ヌーボー』
- 北海道文化放送 - 『なんでもトコトン学園』
- 岡山放送 - 『アカデミック論文バラエティ アテナの忘れもの』
- テレビ西日本 - 『模倣は厳禁 マネるなキケン』
- テレビ熊本 - 『冒険バラエティ あいつの友達、○○だって。〜6人でつながる世界の輪〜』（最優秀番組）
- テレビ新広島 - 『千原ジュニアのズバヌけ建もの学』
- 秋田テレビ - 『親の知らないところで…箱入り娘さんが頑張った!』

### 第20回 (2018年度)
- 鹿児島テレビ - 『状況好転魔法の言葉 イイワケ』
- 福島テレビ - 『バンザイ!クセモンショー』
- 長野放送 - 『ニュースじゃないひと!』
- 高知さんさんテレビ - 『ミライ結社 山里』
- 仙台放送 - 『ジェニックガール #映えないトコで映えてみた』
- テレビ新広島 - 『時の探求バラエティー 1分のチカラ』
- テレビ熊本 - 『ダンボール送りませんか?』（最優秀番組）

### 第21回 (2019年度)
- テレビ新広島 - 『誕生ハザマ!〜フット思いついたモノできんのかい!?〜』
- テレビ西日本 - 『お笑いインバウンド』
- 北海道文化放送 - 『思わずニッポン再発見バラエティ さささるじゃぱん』
- テレビ静岡 - 『千客万来!極楽おひとり食堂〜芸能人のシュミに密着!ひとりの時代を生き抜くヒケツとは!?』
- 福島テレビ - 『二刀龍 プロが挑む二つ目の道』
- サガテレビ - 『ブタのなげき』
- テレビ熊本 - 『めざまし母ちゃん』（最優秀番組）

### 第22回（2021年度）
- 富山テレビ - 『ザ・ファイナルカット 〜これで見納め〜』
- テレビ新広島 - 『優しい罠、仕掛けました。〜こっそり世直し!バラエティ〜』
- 沖縄テレビ - 『カンニング竹山の「せんせい、あのね」手紙でサンキュー』
- テレビ西日本 - 『これ、誰が買うの…?』（最優秀番組）
- 仙台放送 - 『遊び方改革』
- テレビ熊本 - 『思い出キャンピングタクシー』
- 石川テレビ - 『ゆるっと解決!? にほんの迷信研究室』

### 第23回（2022年度）
- 仙台放送 - 『もしも人生にBGMがあったら』
- テレビ静岡 - 『協会は世界を救う』
- テレビ新広島 - 『最高さんのおとなりさん』
- 沖縄テレビ - 『THEリアルたち　～フィクションを超えた現実～』
- 福島テレビ - 『宇宙人向けバラエティ 100年後ノ地球、買イマスカ?』
- 北海道文化放送 - 『まちぶらミステリー』
- テレビ西日本 - 『ふるさとじまんざい』（最優秀番組）

### 第24回（2023年度）
- テレビ西日本 - 『青春ってKOUKA』
- 福島テレビ - 『王道アップデート ～ベタのままでいいですか?～』
- 長野放送 - 『オモシロ未来体験 モシモの21世紀』（最優秀番組）
- テレビ愛媛 - 『下を向いて歩こう ～マンホールの旅～』
- 岡山放送 - 『以上、解散！～この現象に名前をつけてください』
- テレビ熊本 - 『テレビは終わった』

### 第25回 (2024年度)
- 岡山放送 - 『必勝! OSHIEマスター ～最強指導者頂上決戦～』
- テレビ宮崎 - 『ワールド・バイト・ラボ』
- 北海道文化放送 - 『俺の時代体験会』
- テレビ静岡 - 『のこりものにはワケがある』
- 秋田テレビ - 『必撮! 推し事人』
- 富山テレビ - 『わたしのオヤシラズ ～子どもが知らない親の物語～』
- 長野放送 - 『妄想パッキング』（最優秀番組）

### 第26回(2025年度)
- テレビ静岡 - 『復刻の呪文!〜あの素晴らしいアレをもう一度〜』